# Сизые коршуны
Сизые коршуны (лат. Ictinia) — род хищных птиц из ястребиных (Accipitridae).

## Описание
Сизые коршуны — небольшие хищные птицы с длиной тела от 33 до 38 см и размахом крыльев от 75 до 94 см. Самки немного тяжелее самцов. Характеризуются длинными заострёнными крыльями и коротким хвостом. Отличительной особенностью миссисипского коршуна является сильно укороченное крайнее маховое перо, что особенно заметно в полете.
Сизые коршуны питаются почти исключительно крупными насекомыми, которых ловит в полёте или взлетая с присады. В состав рациона также входят амфибии, рептилии, птицы и мелкие млекопитающие.
Оба вида — перелётные птицы. Миссисипский коршун гнездится в Северной, а зимует в Южной Америке. Популяции сизого коршуна из северной и южной частей ареала зимой мигрируют в тропические области Южной Америки.

## Классификация
Род Ictinia был введен в 1816 году французским орнитологом Луи Жан-Пьером Вьейо, в который он поместил сизого коршуна, который, следовательно, является типовым видом. Родовое название происходит от др.-греч. ικτιν — «коршун».
В состав рода включают два вида:
| Изображение | Научное название                        | Русское название    | Распространение                                      |
| ----------- | --------------------------------------- | ------------------- | ---------------------------------------------------- |
|             | Ictinia mississippiensis (Wilson, 1811) | Миссисипский коршун | Гнездится в Северной Америке, зимует в Южной Америке |
|             | Ictinia plumbea (Gmelin, 1788)          | Сизый коршун        | От Мексики до Перу, Боливии и Аргентины              |